# Список послів Ємену в США
Посол Ємену у США — Офіційний представник влади Аден в  США.

## Список послів
| Призначений     | Дипломатична аккредитація | Посол                                    | Наглядач                                                                           | Голова уряду Ємену       | Президент США    | Термін |
| --------------- | ------------------------- | ---------------------------------------- | ---------------------------------------------------------------------------------- | ------------------------ | ---------------- | ------ |
| 6 грудня 1950   |                           |                                          |                                                                                    | Хасан ібн Яхья           | Гаррі Трумен     |        |
| 6 грудня 1950   |                           | Саїд Абдуррахам Ібн Абдуссамед Абу-Талеб | Повірений у справах                                                                | Хасан ібн Яхья           | Гаррі Трумен     |        |
| 16 жовтня 1957  |                           | Ассайед Ахмад Алі Забара                 | Повірений у справах                                                                | Ахмад бін Ях'я           | Дуайт Ейзенхауер |        |
| 1 лютого 1963   |                           |                                          | Легат у справах посольства - Американський делегат в Таїзі на посаді посла в Ємені | Абдалла ас-Саляль        | Ліндон Джонсон   |        |
| 14 червня 1963  | 24 липня 1963             | Мохсін Ахмад аль-Айні                    |                                                                                    | Абдул Латіф Дайфалла     | Ліндон Джонсон   |        |
| 3 лютого 1967   | 7 лютого 1967             | Абдул Азіз Футія                         |                                                                                    | Абдалла ас-Саляль        | Ліндон Джонсон   |        |
| 6 червня 1967   | 1 липня 1972              |                                          | Відновлення відносин                                                               | Абдалла ас-Саляль        | Ліндон Джонсон   |        |
| 16 квітня 1973  | 14 червня 1973            | Яхья Маммал Гехман                       | [ 1 ]                                                                              | Каді Абдалла аль-Агрі    | Річард Ніксон    |        |
| 17 серпня 1974  |                           | Ахмад Алі Забара                         | Повірений у справах                                                                | Мохсін Ахмад аль-Айні    | Джеральд Форд    |        |
| 16 грудня 1974  | 20 грудня 1974            | Хасан Хухаммед Маккі                     | (*1935)                                                                            | Мохсін Ахмад аль-Айні    | Джеральд Форд    |        |
| 31 грудня 1975  |                           | Ібрагім Мохамад Алкібсі                  | Повірений у справах                                                                | Абдул Азіз Абдул Ґані    | Джеральд Форд    |        |
| 4 травня 1976   | 21 травня 1976            | Яхья М. Аль-Мутавакіль                   |                                                                                    | Абдул Азіз Абдул Ґані    | Джеральд Форд    |        |
| 14 вересня 1981 | 26 жовтня 1981            | Мухаммед Абдаллах аль-Іряні              |                                                                                    | Абдул Азіз Абдул Ґані    | Рональд Рейган   |        |
| 4 жовтня 1984   | 10 грудня 1984            | Мохсін Ахмад аль-Айні                    |                                                                                    | Абдул Азіз Абдул Ґані    | Рональд Рейган   |        |
| 20 серпня 1997  | 8 вересня 1997            | Абдулвахаб Абдулла Аль Хаджірі           |                                                                                    | Абд аль-Карім аль-Айрані | Білл Клінтон     |        |
| 28 липня 2015   | 3 серпня 2015             | Ахмед Авад Ахмед бен Мубарак             |                                                                                    | Халед Баха               | Барак Обама      | 2017   |

38°55′01″ пн. ш. 77°03′05″ зх. д. / 38.917022° пн. ш. 77.051317° зх. д.